# Конвент Экка
Конвент Экка (латыш. Ekes Konvents) — одна из достопримечательностей Риги, бывший приют для вдов в средневековом городе, ныне — охраняемый государством памятник архитектуры XV—XVIII веков, в котором располагаются гостиница и ресторан «Felicita». Находится в Старом городе по адресу улица Скарню, д. 22 (латыш. Skārņu iela 22).

## История
В 1435 году на этом месте находился городской ночлежный дом. В 1592 году Николаем фон Экком, который был кооптирован в рижские бургомистры, здесь был основан приют для вдов (конвент). Первых постояльцев конвент принял в 1596 году. По уставу этого благотворительного учреждения, в него могли попасть только вдовы членов гильдий. Обитательницы приюта могли получить квартиру и денежное пособие, которое назначалось за добровольные пожертвования членов купеческой и ремесленных гильдий. В том числе этот конвент получал весомую финансовую поддержку от самого Экка. К концу XIX века, в 1892 году, в результате капиталовложений итоговая сумма составила 175000 рублей. В 1895 году в этом здании пребывало 13 вдов. В 1938 году в нём проживало 6 вдов, а в следующем году деятельность приюта угасла в связи с репатриацией остзейского населения из Латвии.
Само здание, в котором располагался конвент, было построено по распоряжению бургомистров в 1483 году и оно вмещало в себя средневековый госпиталь, то есть место приюта путешественников, на что указывает форма лат. hospitalitas — гостеприимство. Одновременно с посетителями в конвенте могли разместиться приезжие из других городов и областей, которые решили остановиться в Риге надолго. Капитальная перестройка здания произошла в 1592—1596, когда владельцем помещений стал Экк, которого, кстати, жители изгоняли несколько раз из города по обвинению в злоупотреблении финансами на посту бургомистра. Здание конвента — трёхэтажное, покрытое высокой черепичной крышей, расположенной вопреки прежним традициям не поперёк, а вдоль улицы (полагают, что такое архитектурное решение результат воздействия художественных идей Возрождения).
На первом этаже располагался молитвенный зал с зеркальными сводами.
В ходе реставрационных работ в 1960-е годы мастерами были обнаружены на стенах образцы орнаментальной живописи, датированные XVIII веком. На верхних этажах располагались комнаты для вдов, рядом с деревянной лестницей проходила так называемая труба-кухня.
Фасад имеет симметрично расположенные два портала, он формировался в ходе двух перестроек — 1710 и 1777 годов. В центральной части фасада можно наблюдать барельеф «Христос и грешница», который был привезён в Ригу из Нюрнберга по приказу Экка и установлен в 1618 году. Этим барельефом Экк намеревался продемонстрировать необоснованность коррупционных обвинений в его адрес, поэтому он обратился к христианской символике. Обрамление барельефа выполнено в популярном в первой четверти XVII века маньеризме.
В 1987 году была начата реставрация здания. В советский период здание вмещало в себя Республиканский клуб туристов Латвийской ССР. В настоящий момент оно пустует и предлагается в аренду.